# Onychogomphus supinus
Onychogomphus supinus – gatunek ważki z rodziny gadziogłówkowatych (Gomphidae). Występuje w Afryce Subsaharyjskiej.
W RPA imago lata od listopada do końca maja. Długość ciała 45 mm. Długość tylnego skrzydła 27–27,5 mm.